# South Fambridge
South Fambridge is een plaats in het district Rochford in het Engelse graafschap Essex. Het ligt enkele honderden meters van de rivier de Crouch en maakt deel uit van de civil parish Ashingdon. Het gebied wordt reeds sinds de Romeinse tijd bewoond. In 1870-72 telde het dorp 104 inwoners.